# Coffyn-Taylor Motor Company
Coffyn-Taylor Motor Company war ein US-amerikanischer Hersteller von Automobilen.

## Unternehmensgeschichte
Frank Coffyn und James B. Taylor gründeten 1920 das Unternehmen in New York City. Everett S. Cameron, der vorher Erfahrungen bei Cameron gesammelt hatte, entwarf die Motoren. Sie begannen im gleichen Jahr mit der Produktion von Automobilen. Der Markenname lautete Cotay. Die Fahrzeuge waren hauptsächlich für den Export gedacht. 1920 standen einige Fahrzeuge auf der London Motor Show in London. 25 Fahrzeuge wurden nach England exportiert. 1921 endete die Produktion.

## Fahrzeuge
Ein luftgekühlter Vierzylindermotor mit 18 PS Leistung trieb die Fahrzeuge an. Ungewöhnlich war die OHV-Ventilsteuerung. Er trieb über ein Dreiganggetriebe und eine Kardanwelle die Hinterachse an. Der Radstand betrug 267 cm. Der Aufbau war ein zweisitziger Roadster. Das Leergewicht war mit etwa 408 kg angegeben.